# 葉夫根尼·普魯申科
叶夫根尼·维克托罗维奇·普鲁申科（羅馬化：Yevgeniy Viktorovich Plushchenko；1982年11月3日—），俄罗斯花样滑冰男子单人滑选手。普鲁申科曾獲多個獎項，包括2006年都靈冬奧會金牌得主、2002年鹽湖城冬季奧運會及2010年溫哥華冬季奧運會銀牌得主、3屆世界花樣滑冰錦標賽男子單人滑冠軍（2001年、2003年、2004年）、7屆歐洲花樣滑冰錦標賽冠軍（2000年、2001年、2003年、2005年、2006年、2010年、2012年）；4屆國際滑冰聯盟花式溜冰大獎賽總決賽冠軍（2000年、2001年、2003年、2004年)、10屆俄羅斯花樣滑冰錦標賽冠軍（1999年-2002年、2004-2006年、2009年、2011年、2013年）、18次國際滑冰聯盟花式溜冰大獎賽分站冠軍、世界花样滑冰青年錦標賽冠軍（1997年）、歐洲青年奧運會冠軍（1997年）、友好運動會冠軍（2001年）。

## 生涯發展

### 早期生活
1982年11月3日，叶夫根尼·维克托罗维奇·普魯申科出生於俄羅斯遠東哈巴羅夫斯克賈姆庫，他是父親維克托與母親塔季揚娜·瓦西里耶芙娜（Татьяна Васильевна）的最小的孩子。葉夫根尼天生體質虛弱，不能適應家鄉寒冷的氣候，經常性的感冒發燒導致了慢性肺炎。因為考慮到孩子的健康，他的父母決定移居氣候溫和的伏爾加格勒，並在讓孩子從事體育活動，以增強身體資質。
叶甫根尼·普魯申科選擇花樣滑冰當作興趣，完全是偶然。叶甫根尼·普魯申科母親的朋友曾贈送給了葉夫根尼一雙溜冰鞋，並建議他學習滑冰。母親塔蒂亞那考慮到叶甫根尼·普魯申科的身體健康，於是接受這個建議，讓4歲的叶甫根尼·维克托罗维奇·普魯申科學習花樣滑冰與芭蕾舞。在1986年至1993年的7年間，普魯申科師從俄羅斯舉重運動員，伏爾加格勒滑冰場的教練馬克維耶夫（Mikhail Makoveyev），這位教練的訓練相當軍事化，他要求受訓的孩子們每天要進行大量甚至嚴苛的體能訓練。嚴格的鍛煉不僅幫助叶甫根尼·普魯申科恢復了健康，更幫助他構建了良好的體能與身體狀態。與此同時，叶甫根尼·普魯申科的天賦也開始顯現。叶甫根尼·普鲁申科7歲時，獲得了人生中的第一個冠軍：水晶之旅滑冰比賽第一名（Crystal skate tournament）。

### 1993年-1996年
1993年，受到蘇聯解體後經濟危機的影響，伏爾加格勒的滑冰場被迫關閉。此時，普魯申科的父母原本打算讓恢復健康的叶甫根尼·普魯申科停止練習這項運動，但是因為叶甫根尼·普鲁申科堅決持續下去，教練馬克維耶夫也表達強烈反對，最終使得他們同意讓普魯申科離開伏爾加格勒，獨自去異鄉受訓。此时11歲的叶甫根尼·普鲁申科已掌握所有三周跳，在教練的馬克維耶夫引薦下，獨自一人來到聖彼得堡，進入著名教練亞列克謝·米申（Алексей Мищин）門下訓練。
這趟旅程極其艱辛。11歲的叶甫根尼·普鲁申科借居在聖彼得堡的公寓，小房間內僅有一張桌與椅子、折疊床，叶甫根尼·普鲁申科不僅要生活上學處理家務，更要面對團隊中的由來已久的陋習：欺負新人。更糟的是，由於叶甫根尼·普鲁申科的父母親都是工人，聖彼得堡的生活費與滑冰的各種花費，使得全家陷入了困境。擔任建築工人的父親輪值崗位，幾乎沒有任何休息；母親甚至兼職了一份馬路鋪設瀝青的工作。之後，母親因為對普鲁申科的擔憂與思念，來到聖彼得堡看護葉夫根尼，這不僅使得一個家庭分居兩地，也加重了他們財務上的負擔。在很長的一段時間內，普鲁申科在聖彼得堡與一位酒鬼合租一個房間，也常常被喝醉的酒鬼趕上街頭；為了填飽肚子，普鲁申科在訓練後與母親在火車站撿拾酒瓶，以換取麵包充飢。除去各种生活上的困难外，米申在当时已有数位更年长的弟子，因此普鲁申科并没有得到过多的关注。
在14岁时，普鲁申科便学会了第一个四周跳。他也是第一个能做出女运动员才能完成的贝尔曼旋转和甜甜圈旋转的男子选手，并将这两个动作作为自己的招牌动作运用在赛场上。

### 1996年-1998年
1996年，叶甫根尼·普鲁申科开始参加正规比赛，他第一次參加世界花样滑冰青年錦標賽便獲得了第六名。
1997年，14岁的他在首尔（韩国）赢得了世界花样滑冰青年錦標賽冠軍，成为花滑史上最年轻的世青赛男子单人滑金牌得主。 由於叶甫根尼·普鲁申科優異的表現，米申教練開始慢慢重視起這個原本並不受關注的孩子。
1998年，15岁的普鲁申科正式出战成人组。極其出色的表現驚艷了整個冰壇，他用1个四周跳和8个三周跳打败众多年长选手，赢得了歐洲花式溜冰錦標賽银牌。他参加了1998年冬奥前的俄罗斯锦标赛赛，但由于自由滑上出现的失误只得到了第三名。因普鲁申科年龄不足冬奥标准（前一年7月需满15岁），且当年俄罗斯只有两个奥运名额，因此他最终没能参加长野冬奥会。 
同年，年僅15歲5個月的他凭借世界花式溜冰錦標賽的铜牌成为世锦赛历史上最年轻的奖牌获得者。 并于1998年12月举办的1999年俄锦赛中首次夺得俄罗斯冠军。 隨著葉夫根尼的突出表現，比賽的獎金與商演的費用從根本上解決了家庭的財務問題，之後，葉夫根尼將父親與姐姐從伏爾加格勒接到聖彼得堡，並正式移居此地。

### 1999-2002盐湖城冬奥周期：年少夺银

#### 1999-2000赛季
这个赛季，普鲁申科完成了自己的突破，拿下了6场国际大赛中的5场冠军，并在赛场上获得了11个6.0满分。 
他首次获得了欧锦赛和大奖赛总决赛的冠军，且在俄锦赛和欧锦赛两连胜当时的世界冠军，年长自己近三岁的亚古丁夺金。此外，在1999年NHK奖杯的比赛中，他成为花滑史上首位完成4T-3T-2Lo三连跳的滑冰运动员。 虽在世锦赛中因状态不佳仅获得第四，但这也是他职业生涯中最后一次拿到银牌以下名次的国际大赛。 

#### 2000-2001赛季
这个赛季成为普鲁申科职业生涯中最成功的赛季之一， 他共参加了6个大型国际赛事，全部夺冠，并在赛场上获得了13个6.0满分。
普鲁申科克服膝盖伤病，再次赢得了欧锦赛、大奖赛总决赛和俄锦赛的冠军，并在2001年世锦赛中凭借曲目《波莱罗》和《美国往事》赢得了第一个世界冠军 [89]  。在这次世锦赛的赛后表演滑中，他首次演绎了经典曲目《Sex Bomb》。
此赛季中，他的世锦赛、欧锦赛、大奖赛总决赛和俄锦赛的四项冠军，均为击败当时年长自己近三岁的世界冠军亚古丁所得。 此外，在赛季内ISU俄国杯自由滑上，普鲁申科以4T-3T和4T-3T-2Lo成为第一位在比赛中完成两个四周连跳的选手。 

#### 2001-2002奥运赛季
因伤病影响 ，普鲁申科在这个赛季仅参加了4次国际赛事，获得2金2银，并在赛场上获得了2个6.0满分。
奥运赛季的开始并不算顺利，自上个赛季以来的踝关节滑囊炎与背部伤痛一直困扰着普鲁申科。即便如此他依然赢得了直到大奖赛总决赛之前的所有比赛，仅在大奖赛总决赛功亏一篑。而在奥运会前的两个月，他的脚踝与腹股沟伤势加重，导致他退出了欧锦赛。同时，教练米申决心在奥运即将到来的这个时间点临时改变自由滑曲目。 

#### 2002年盐湖城冬奥会
在2002年冬奥会赛场上，普鲁申科在短节目关键的第一个四周跳失误摔倒，虽完整地完成后续动作，排名也仅暂列第四。短节目结束，米申对他说“到此为止了。” 随后，普鲁申科身体出现不适并开始发烧。 
隔天自由滑赛场上，普鲁申科的所用曲目是训练不过一个月的新节目《卡门》。在面对作品不熟练，身体抱恙和名次落后的三重精神重担下，普鲁申科顶住压力，背水一战。在《卡门》的伴奏声中，于世界上首次使用了当时最高技术难度的两个连跳：三连跳4T-3T-3Lo；及夹心跳3A-1/2Lo-3F。  不仅如此，他还使用了一曲内的第二个四周跳。
凭借着史无前例的技术难度，普鲁申科成功追赶名次，最终以总成绩第二名的成绩，获得了他的第一个奥运奖牌。 而由于右脚踝伤病，他退出了随后的2002年世锦赛。

### 2003-2006都灵冬奥周期：夺冠加冕
2002年奥运会后到2006年奥运会的4年奥运周期，普鲁申科参加国际国内大型比赛21次，19次获得金牌，仅2次获得银牌。

#### 2002-2003赛季
这个赛季，普鲁申科共参加了5场国际赛事，全部夺冠，并在赛场上获得了11个6.0满分。
他凭借着短节目《Adagio》（柔板）和长节目《圣彼得堡300年》，获得了第2次世锦赛冠军，第3次欧锦赛冠军，和第3次大奖赛总决赛冠军。此外，他在2002年GP俄国杯中成为第一位成功在比赛中完成4T-3T-3Lo三连跳的花滑运动员。 

#### 2003-2004赛季
这个赛季，普鲁申科共参加了6场国际赛事，获得4金2银， [36]  在赛场上获得了21个6.0满分，并创造了5个新计分系统下的世界记录。 

#### 《献给尼金斯基》
普鲁申科与匈牙利小提琴家埃德温马顿于2003-2004赛季相识。埃德温为普鲁申科量身定做了大量优秀曲目，此赛季自由滑中使用的《献给尼金斯基》便是其中最经典的一首。 
《献给尼金斯基》的音乐是马顿用《天方夜谭》《Art on Ice》《Magic Stradivarius》和《King of the Forest》四首曲目选段编曲而成。在节目编排上邀请了马林斯基剧院的编舞家尤里·私缅卡洛夫进行设计，除了必须的旋转和跳跃，衔接处则结合了尼金斯基生平经典剧目《天方夜谭》《玫瑰花精》《牧神的午后》的动作。最后，成品再藉由冰场上技术娴熟的普鲁申科华丽精湛地演绎，几番修改磨砺才将作品完成。这是向伟大的芭蕾舞艺术家尼金斯基致以崇高敬意的珍贵“艺术品”。 
《献给尼金斯基》代表了男子单人滑历史最强的艺术感染力，和当时男子单人滑的最高技术难度 。对于这套节目，在俄锦赛之中，11个评委全给出了6.0的最高艺术分，是史无前例的全满分，成为后人难以望其项背的经典。普鲁申科也凭借这一曲目，在2004年世锦赛上第3次夺冠。但此时，他身体的各种伤病也开始逐步加重，他不得不开始习惯如何与伤病共处。 
大奖赛总决赛，尽管普鲁申科在自由滑中没有出现失误，但由于他违反了该赛季首次使用的“禁止自由滑使用超过两次连跳”的规则，致第三个连跳获判0分，因此获得了第二名。在这之后，ISU改进了评判系统，使自由滑允许三次连跳。 

#### 2004-2005赛季
这个赛季，普鲁申科共参加了3场国际赛事，全部夺冠，在赛场上获得了11个6.0满分，并创造了3个新计分系统下的世界记录。
凭借短节目《月光》和长节目《教父》，普鲁申科赢得第4次欧锦赛、第4次大奖赛总决赛、和第7次俄锦赛的冠军。 但随即出现的除了一直困扰他的膝盖半月板损伤问题，还有严重的髋关节和腹股沟伤病。 2005年3月，在莫斯科举行的世锦赛中，因严重疼痛，普鲁申科首次尝试马用麻药镇痛，出现不良副作用致使短节目出现失误，暂排第三。随后因症状加剧，不得不退赛进行腹股沟环手术。 在俄罗斯主场比赛的退赛令他饱受俄罗斯群众和媒体的攻击与指责，也是此次手术后，普鲁申科不再做贝尔曼旋转动作。

#### 2005-2006奥运赛季
这个赛季，普鲁申科共参加了包括冬奥在内的3场国际赛事，全部夺冠，在赛场上获得了5个6.0满分，并创造了4个新计分规则下的世界记录。
因腹股沟环手术后的复健期，普鲁申科在赛季前半几乎没有参加比赛。
2006年1月法国里昂欧锦赛，普鲁申科正处于严重的高烧。他曾一度打算放弃，但为了重新熟悉国际赛场，以便面对即将到来的奥运，他还是决定带病作战。在埃德温为他量身打造的《教父》伴奏下，即使节目后半段明显因高烧而体力不支，普鲁申科依然完成了4周跳，标志性432连跳和7个三周跳等所有技术动作，轻松获得冠军 。

#### 2002年都灵冬奥会
2006年2月的意大利都灵冬奥会，因在整个2002-2006都灵冬奥周期表现出的统治力，以及在新ISU裁判系统下拥有的10个最高分中的7个，普鲁申科自然而然地成为夺冠热门。
在都灵冬奥会花样滑冰男子单人滑比赛中，普鲁申科在短节目《托斯卡》(Tosca)中表现出色 ，以90.66的成绩创造了新的短节目世界记录 [113]  ，遥遥领先第二名10分。 
隔天，凭借着曲目《教父》，普鲁申科再一次创造新的自由滑世界记录 ，获得全场最高的167.67分。 
他在曲目中一共完成了一个四周跳、两个三周半跳和四个三周跳，其中包括开场的经典4T-3T-2Lo高难连跳。此外，他的圆形接续步和直线接续步设计巧妙变化多端，与音乐配合得天衣无缝，给人深刻印象。当他完成这段创造个人历史的自由滑时，对手等人都还没有出场，然而事实证明，冬奥会花样滑冰男单冠军已经是俄罗斯人普鲁申科的了。
最终，普鲁申科以新的总分世界纪录——258.33的成绩，领先第二名整整27分，获得都灵冬奥会男单冠军。
在赛后的表演滑中，普鲁申科演出了由匈牙利小提琴家埃德温马顿现场伴奏的特别编排版《Tosca》，并在最后领携其余花滑选手谢幕。
都灵冬奥会结束后，普鲁申科宣布暂时离开赛场。

### 2007–2010温哥华冬奥周期

#### 2006–2008年

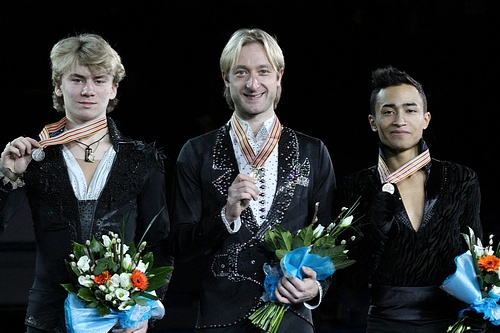
2012年歐洲花式溜冰錦標賽

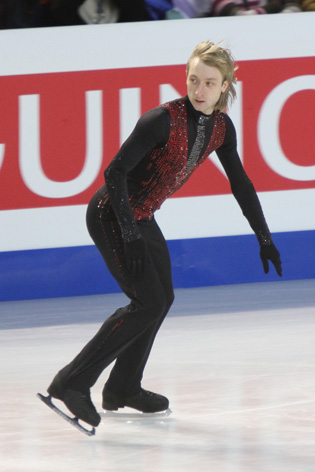
2010年歐洲花式溜冰錦標賽

叶甫根尼·普魯申科於2006年冬季奧運後休息相當長的時間，他認為淡季可以幫助他從膝蓋受傷中恢復。他於2007年4月宣布，決定重返2007-2008賽季，保持俄羅斯競爭水準，直到下一代俄羅斯選手可以銜接為止。普魯申科還表示他計劃參加2010年冬季奧運會。普魯申科在2008年與小提琴家艾德文·馬頓一起在歐洲電視歌曲大賽中表演。

#### 2009-2010奥运赛季
这个赛季，普鲁申科共参加了包括冬奥在内的3场国际赛事，获得2金1银，并创造了1个新的世界记录。
叶甫根尼·普魯申科在2009年3月宣布他已經恢復了訓練，為了備戰2010年奧運會，他與教練再度阿列克謝·米申合作。普魯申科在在2009年國際滑冰聯盟花式溜冰大獎賽俄羅斯站取得佳績。他於短曲項目獲得82.25分，自由滑得分為158.40分。他在復出戰贏得金牌，總分是240.65分。
普魯申科在2010年俄羅斯花式溜冰錦標賽，於短曲項目獲得100.09分，在自由滑項目獲得171.50分，以271.59分贏得第8次俄羅斯冠軍。叶甫根尼·普魯申科在2010年歐洲花式溜冰錦標賽上，於短曲項目獲得91.30分，創下新的世界紀錄，並贏得了第6次歐洲花式溜冰錦標賽冠軍，總成績為255.39分。

### 2010年加拿大温哥华冬奥会：奖牌争议
在2010年冬奥会上，普鲁申科凭借《阿兰胡埃斯协奏曲》(Concierto de Aranjuez) 获得了90.85 分，位列短节目第一名，打破了他在 2006 年奥运会上创下的个人最好短节目成绩记录。
可这份成绩背后的黑幕却令人深思。北美奥运会滑冰裁判乔·英曼承认在奥运前曾向 60 名裁判发送电子邮件，让他们在冬季奥运会期间“注意”给普鲁申科的打分。而从普鲁申科短节目的小分表可以看出，他向来领先的表演分在这一次出奇的低，仅排在第五。其中，9位裁判里有3位给他表演分的衔接部分打了仅排在所有选手第21位和第22位的5.0-6.0分 ，这是顶尖花滑运动员中极少见的低分，与其他6名裁判7.5-8.75的打分有起码2.5分的分差。
在技术分方面，普鲁申科的一个旋转动作在一个月前的ISU锦标赛上刚被定级为4级，在奥运时却在并无失误的情况下掉到3级。此外，2010赛季所采用的全新打分系统使得三周跳与四周跳GOE加权分相同。再加上此次奥运的算分规则改为先随机去分，后再去掉一个最高分和一个最低分，大大增加了可操作性。这一切最终使得在短节目发挥无失误且拥有四周跳的普鲁申科仅仅比没有四周跳的雷萨切克高出0.55分。而面对如此不合理的分数，俄罗斯滑冰协会放弃了申诉。 
隔天，在自由滑节目的角逐中，普鲁申科最终以256.36的总成绩，落后雷萨切克1.31分，获得温哥华冬奥会的银牌。
普鲁申科自此成为了自1932年以来，唯一一位连续三届奥运会获得单人项目奖牌的男子单人滑冰运动员。（2002，2006，2010）

#### 争议
面对这次奥运的奖牌争议，多方持有不同的观点：
普鲁申科说，自己的表现已经足够赢得比赛，可惜四周跳在新的打分系统中已经不值钱了。他對於結果表示失望，認為俄羅斯花樣滑冰聯盟沒有為他們運動員爭取勝利。
俄羅斯滑冰冠軍伊琳娜·羅德尼娜（Ирина Константиновна Роднина）則認為，雖然她曾希望叶甫根尼·普魯申科贏得金牌，但是認為萊薩塞克整體表現比較出色。
與此同時，一些知名的滑冰運動員和教練支持叶甫根尼·普魯申科獲得金牌。
普鲁申科的教练米申认为，现行的评分规定扼杀了那些拥有先进技术的运动员的优势。他同时强调，普鲁申科复出后就夺得奥运银牌已经是一项“壮举”。 
俄罗斯花样滑冰协会副主席奥列格·尼洛夫表示，俄罗斯应就俄运动员普鲁申科只获得冬奥会花样滑冰男子单人滑银牌提起上诉，以抗议裁判打分不公。
有人认为普鲁申科的金牌是被抢夺走的。一位俄体育评论员说，就算普鲁申科能完成五周跳也照样只能排名第二，因为比赛是在北美举行，如果这里是2014年索契冬奥会赛场，普鲁申科铁定是冠军。 
俄罗斯总理普京在给普鲁申科的贺电中说，这块银牌堪比金牌，并赞扬他展现了高超的技巧和完美的艺术品位。 
同时也有体育评论员持不同观点，认为很多人觉得裁判不公是因为他们不了解新的评分系统，因为新的系统本就不鼓励采用高难度的动作。

#### 后续影响
普鲁申科在难度技术高于对手的情况下只获得了银牌，而温哥华也诞生了自1994年以来唯一一位没有4周跳的冬奥会花滑男单冠军，这一事实一时间掀起轩然大波，关于男子单人滑金牌的归属引起了极大的争议。
最终，争议将各国对花样滑冰规则变化的不同看法推向台前，促使了男子单人滑四周跳难度分值的调整。ISU于2010年6月举行的大会上重新改变评分系统，拉大了三周跳与四周跳的分值，将评分规则从抑制跳跃技术难度转变为鼓励跳跃技术难度，进一步促进了花样滑冰项目的发展。

### 禁赛期 2010年-2011年
2010年3月，俄罗斯滑联主席声明，普鲁申科因膝伤问题决定不参加在意大利都灵举办的世锦賽。 2010年初夏，普鲁申科在德国进行了两次手术，切除跟腱附近的囊肿并清洁左膝半月板。5月初，为了缓解背痛，普鲁申科进行了烧灼脊神经手术，并持续治疗他的踝关节和膝关节，为之后的比赛做准备。 
在总统接见奥运荣誉运动员的直播会面中，普鲁申科因向总统直言了俄罗斯冰协的腐败问题而与俄罗斯冰协交恶。同年6月，俄罗斯滑冰协会以普鲁申科放弃世锦赛又未经批准擅自参加商演为由，令国际滑联禁止他参加由国际滑联举办的所有比赛 。
2010年秋季，普鲁申科向俄罗斯滑冰协会和国际滑联提出了恢复比赛资格的申请，他的目標是2014年冬季奧運會。

2011年6月，国际滑联以无记名投票的形式表决，后在官网上正式宣布普鲁申科重新获得了国际滑联的“业余选手”资格。 而由于膝盖和背部旧伤的恶化，此时的普鲁申科接受了半月板手术，并再次进行了烧灼脊神经手术。

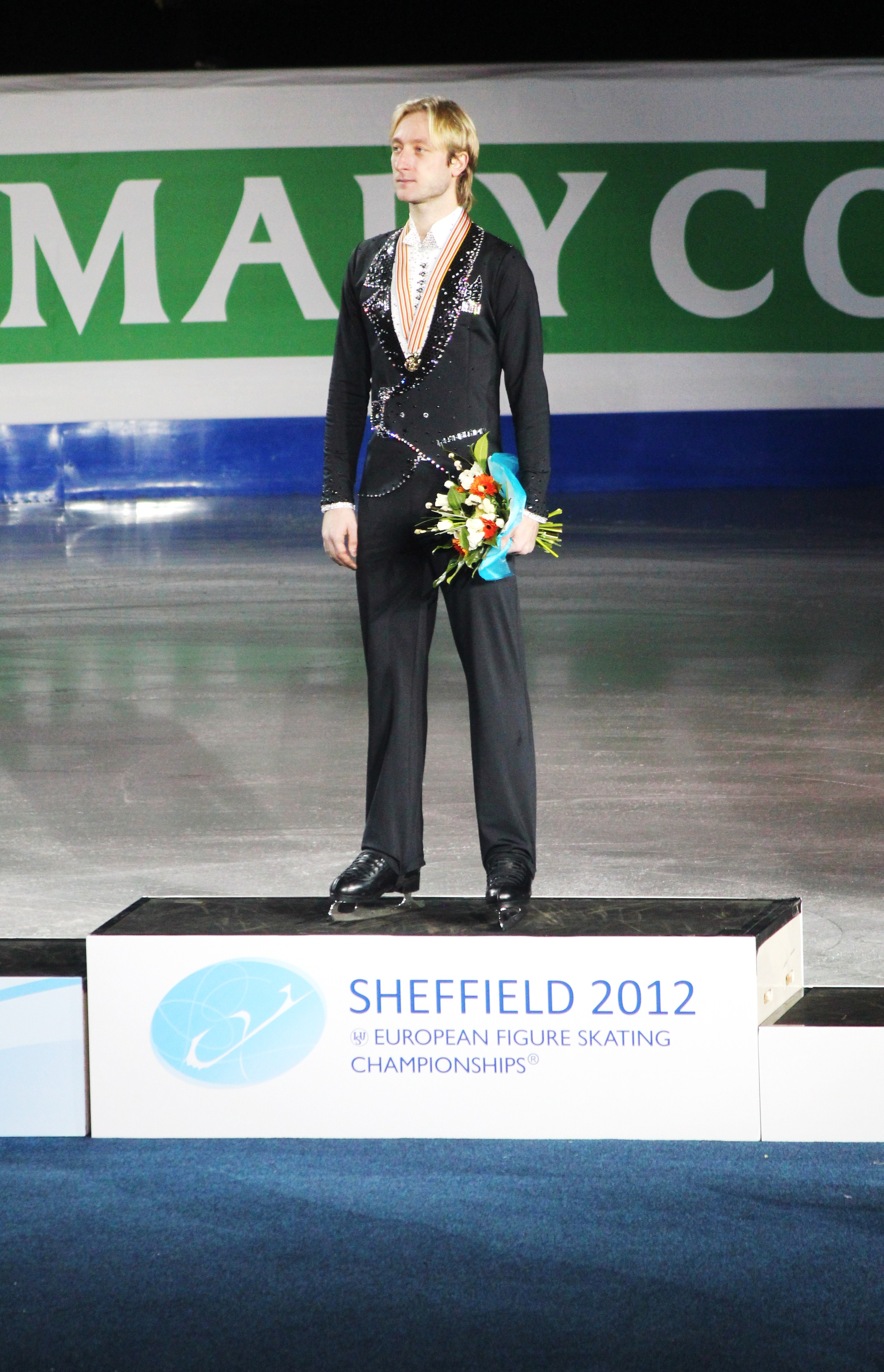
2012年歐洲花式溜冰錦標賽

### 2011-2014索契冬奥周期：再度夺金

#### 2011–2012年賽季
叶甫根尼·普魯申科於2011年6月12日說，他經歷了膝蓋手術，但是會回到賽場上。儘管左膝蓋傷勢繼續困擾著叶甫根尼·普魯申科，他持續參加米申的小組訓練。2011年12月，普魯申科在2012年俄羅斯花式溜冰錦標賽中獲得冠軍。他於短曲項目獲得88.24分，然後自由滑得分為171.43分，贏得第9個俄羅斯花式溜冰錦標賽冠軍。他被選為俄羅斯隊成員，準備參加2012年世界花式溜冰錦標賽。俄羅斯花樣滑冰聯合會要求國際滑聯讓他參加，2012年1月，國際滑聯發表聲明，確認普魯申科可以參加2012年歐洲花式溜冰錦標賽。2012年1月26日，普魯申科證實，他將接受半月板手術，無法參加2012年世界花式溜冰錦標賽。
普魯申科在2012年歐洲花式溜冰錦標賽中獲得2010年以來的第一個國際冠軍。他於短曲項目獲得84.71分，自由滑也創下個人最好成績176.52分，整體得分為261.23分，是個人最佳成績，順利贏得第7個歐洲冠軍。他成為第3個奪得7個歐洲冠軍的男子選手，也是現代史上唯一一個。普魯申科說，他並沒有計劃在2010年之後參賽，但是後來改變心意。2012年2月23日，他的左膝在德國接受手術，清理和修復半月板軟骨。普魯申科在2月還提到他有脊椎椎間盤突出症。但是亞列克謝·米申認為叶甫根尼·普魯申科身體無恙。

#### 2012–2013年賽季
2012年4月與7月，叶甫根尼·普魯申科曾與意大利編舞家Pasquale Camerlengo合作。6月下旬，他與日本宮本賢二合作。2012年11月，他飛到慕尼黑接受了椎疝热处理手术，直到2013年俄锦赛的三天前才恢复了四周跳训练。尽管如此，普鲁申科依然成功完成了四周跳，并赢得了他的第10个俄锦赛冠军。。叶甫根尼·普魯申科說他如果他的身體狀況許可，將參加2013年歐洲花式溜冰錦標賽和世界花式溜冰錦標賽。这个时期，普鲁申科的背伤已经非常严重，开车不能超过十分钟、跳跃时无法腾空，背部用不上力，无法睡眠，也没有止痛药可以缓解。 
2013年歐洲花式溜冰錦標賽短节目后他背伤加剧，不得不退赛。。2013年1月31日，他於特拉維夫进行椎间盘置换手术，用人造椎间盘替换脊椎上的椎间盘，并使用四根4cm长度的钛合金螺丝进行固定。他表示，这是他运动生涯中最复杂的一次手术。除去持续的疼痛外，他甚至要重新学习起床和行走，要担心姿势不正确时人工椎间盘脱落。刚回到冰上时，他连一些单周跳都难以做到，花滑技术消失了，肌肉也变弱了，一切都要从零开始。 
术后，普鲁申科于2013年夏天恢复训练，希望可以参加2014年在自己祖国俄罗斯举办的索契冬奥会。

#### 2013–2014年奥运賽季
2013-2014賽季，普魯申科在意大利平佐洛，愛沙尼亞塔爾圖，接著參加聖彼得堡和索契的夏季訓練營。
2013年11月7日，普鲁申科在第22届沃尔沃公开赛上重返赛场，以263.25分的总成绩夺得金牌，获得了参加2014年索契奥运会所需的最低TES。
由于2013年世锦赛俄罗斯的男单选手名次不佳，仅有第17名，导致俄罗斯最终只有一个冬奥东道主的保底男单名额。普鲁申科需要和年仅18岁、比自己小13岁的年轻选手科夫顿争夺参加2014冬奥会的席位。 
2013年12月俄锦赛，普鲁申科以98.41分的短节目高分排名首位。在自由滑比赛中又一次因为多跳违规，最终以总分261.37分获得亚军——这也是他自1998年以来首次无缘俄锦赛冠军。
随后的欧锦赛，科夫顿发挥失误只获得第五名。于是俄罗斯冰协在权衡之下，最终还是把奥运的男单名额给了已有3次冬奥经验的普鲁申科。

#### 2014年俄罗斯索契冬奥会
2014索契奧運，在團體賽中代表俄羅斯出戰了短曲與長曲項目，短曲項目位列第二，長曲項目則是位列第一，以兩項共得19分幫助俄羅斯拿下團體賽金牌。在個人賽事的賽前準備因腰傷退出了比賽。
普鲁申科在俄罗斯为东道主的奥运退赛，俄罗斯境内出现大量声讨他的声音，这其中包括不少体育从业者，他曾经的支持者，甚至朋友。几乎没有人相信在团体赛表现出色的普鲁申科有着严重到不得不退赛的伤病。人们指责他为何不带伤坚持，或质疑他装伤退赛，又或是认为他应该未卜先知意外的发生，事先替换候补。2014年3月3日，普鲁申科在以色列直播进行了第二次脊柱手术，拆除了断裂在脊柱里的螺丝，以及支撑脊柱的其他3个剩余螺钉。术后，医生证实，普鲁申科个人赛事热身时的跳跃动作令固定在他人工椎间盘的一颗螺钉断裂在他的脊柱里，致使他右腿在当时失去知觉。如果普鲁申科仍然在冰上继续比赛，任何可能的负载都会让断掉的螺钉击中脊神经，并导致永远残疾。从这时起，质疑他伤病的声音才被打消。

### 退役
2014年冬奥结束后，普鲁申科表示自己会努力恢复争取再战2018年冬奥会。
2015年4月，普鲁申科正式宣布将重返赛场。9月，因伤不参加2015-2016赛季的比赛 。
2016年1月，普鲁申科再次宣布复出，3月，普鲁申科在以色列接受了颈部手术，以便全身心投入到训练和备战中。此时的普鲁申科已经经历过十五次手术。
最终，伤病无情地阻止了普鲁申科想要第五次参加冬奥会的决心。2017年3月31日，普鲁申科因身体原因宣布退役。 

## 体育成就
叶甫根尼·普鲁申科是男子單人溜冰有史以來最為成功的運動員之一。他是2006年都靈冬奧會金牌得主、2002年鹽湖城冬季奧運會及2010年溫哥華冬季奧運會銀牌得主、3屆世界花樣滑冰錦標賽男子單人滑冠軍（2001年、2003年、2004年）、7屆歐洲花樣滑冰錦標賽冠軍（2000年、2001年、2003年、2005年、2006年、2010年、2012年）；4屆國際滑冰聯盟花式溜冰大獎賽總決賽冠軍（2000年、2001年、2003年、2004年)、10屆俄羅斯花樣滑冰錦標賽冠軍（1999年-2002年、2004-2006年、2009年、2011年、2013年）， 18次國際滑冰聯盟花式溜冰大獎賽分站冠軍、世界花样滑冰青年錦標賽冠軍（1997年）、歐洲青年奧運會冠軍（1997年）、友好運動會冠軍（2001年）。
叶甫根尼·普鲁申科是歷史上第二位獲得至少3枚奧運獎牌的男子單人滑選手（1金2銀）。他一共獲得5枚世界花樣滑冰錦標賽獎牌（3金1銀1銅）、10枚歐洲花樣滑冰錦標賽獎牌（7金3銀）、10枚俄羅斯花樣滑冰錦標賽獎牌（9金1銅）、7枚國際滑冰聯盟花式溜冰大獎賽總決賽獎牌（4金2銀1銅）、21枚大獎賽分站賽獎牌（18金3銀）、2枚友好運動會獎牌（1金1銀）。
普魯申科從1996年13歲參加世界花样滑冰青年錦標賽到2010年27歲參加2010年溫哥華冬季奧運會為止（2006年到2009年休養），一共參加過82場比賽，共獲得55枚金牌、15枚銀牌、14枚銅牌，僅有8次未能登上領獎台。從18歲（2000-2001年賽季）開始，叶甫根尼·普鲁申科一共參加48次比賽，共獲得41枚金牌、7枚銀牌，從未取得過任何銀牌以下的名次。

## 個人競技記錄
- 1996年11月，叶甫根尼·普魯申科成為有史以來最年輕的世界青年花樣滑冰錦標賽冠軍（於首爾舉行），當時他才剛滿14歲。
- 1998年3月，叶甫根尼·普魯申科成為有史以來最年輕的世界花樣滑冰錦標賽得主，當時他以15歲5個月獲得銅牌。ISU規定世錦賽選手必須在參賽前一年7月年滿15歲，但是世界青年花樣滑冰錦標賽前三名可以除外。當時普魯申科憑藉世界青年花樣滑冰錦標賽冠軍的身份得以破例參賽，之後ISU取消了這個特權.
- 叶甫根尼·普魯申科是有史以來第2位獲得2枚以上奧運獎牌的男子單人滑選手（2002年-2010年, 1枚金牌2枚銀牌)， 第一位是瑞典伊利斯·格拉夫斯特伦（1920年 -1932年，3枚金牌1枚銀牌）[41]。
- 叶甫根尼·普魯申科在2002年鹽湖城冬季奧運會奪得銀牌，成為有史以來最年輕的奧運花樣滑冰獎牌得主之一，當時他19歲又103天。
- 叶甫根尼·普魯申科在1998年國際滑冰聯盟花式溜冰大獎賽日本站自由滑項目中獲得第一個藝術6.0，成為有史以來最年輕的6.0滿分男子單人滑選手，他當時剛滿16歲[42]。
- 叶甫根尼·普魯申科是有史以來獲得6.0滿分最多的男子單人滑選手（也是獲得6.0滿分最多的單人滑選手）。從1998賽季至6.0制度被取代，他一共獲得75個6.0滿分。其中包括5個技術6.0，70個藝術6.0. 他在俄羅斯花樣滑冰錦標賽中獲得33個6.0，在國際比賽中獲得42個6.0.（1998-1999年賽季1個； 1999-2000年賽季11個； 2000-2001年賽季13個； 2001-2002年賽季2個； 2002-2003年賽季11個； 2003-2004年賽季21個； 2004-2005年賽季11個； 2005-2006年賽季5個）。因為花式溜冰不再採用滿分為6.0的評分標準，所以這個紀錄將永遠不會被打破。
- 叶甫根尼·普魯申科是6.0計分制度下最後一個世界花樣滑冰錦標賽男子單人滑冠軍，也是新計分系統下的第一個冬季奧運男子單人滑冠軍。他是唯一一個在新舊計分系統下都獲得過世界冠軍頭銜的男子單人滑選手。
- 截止2010年6月，叶甫根尼·普魯申科是新計分系統下的短曲項目世界紀錄保持者。他在2010年歐洲花樣滑冰錦標賽短曲項目中得到91.3分，打破了由他在2006年冬季奧運會創下的記錄。
- 叶甫根尼·普魯申科一共獲得10次俄羅斯花樣滑冰錦標賽冠軍，是俄羅斯（含前蘇聯）歷史上獲得俄羅斯花樣滑冰錦標賽冠軍最多的男子單人滑運動員。

## 技術
- 叶甫根尼·普魯申科是第一位在比賽中完成後外點冰四周跳-後外點冰三周跳-後外跳兩周組合的花式溜冰運動員[42]。剛滿17歲的普魯申科在1999年NHK杯比賽自由滑項目中，完成這一動作[43]。以後的兩年多內，普魯申科都是世界上唯一在比賽中完成這一組合的選手。直到2002年鹽湖城冬季奧運會，才有另外兩名運動員在比賽中完成這一動作。普魯申科在比賽中至少成功完成過26次外點冰四周跳-後外點冰三周跳-後外跳兩周組合[43]。這一組合也推動了三連跳在單人比賽中的廣泛應用。
- 叶甫根尼·普魯申科是第一位在比賽中完成後外點四周冰跳-後外點三周冰跳-後外三周跳組合的花式溜冰運動員。他在2002年國際滑冰聯盟花式溜冰大獎賽俄羅斯站中第一次成功完成這一組合[43]。2008年，凱文·雷諾兹（Kevin Reynolds）在加拿大錦標賽中完成這一動作，成為有史以來第二個完成這一組合的選手。截至2010年6月，只有這兩名運動員在比賽中完成過這一個組合（比利時選手范德佩倫在2010年世錦賽中完成了難度略低的後外點冰四周跳-後外點冰三周跳-後外點冰三周跳組合）。叶甫根尼·普魯申科在比賽中至少成功完成過四次後外點冰四周跳-後外點冰三周跳-後外三周跳組合。
- 叶甫根尼·普魯申科是第一位在比賽中完成三周半跳-後外兩周跳-後內點冰三周跳組合的花滑運動員。他在2002年鹽湖城冬季奧運會自由滑中第一次成功完成這一組合，他一共完成过4次这种组合跳跃。
- 叶甫根尼·普魯申科是第一位在比賽中完成兩個四周組合跳躍的選手。他於2000-2001年賽季國際滑冰聯盟花式溜冰大獎賽俄羅斯站自由滑（“美國往事”）中,成功完成後外點冰四周跳-後外點冰三周跳和後外點冰四周跳-後外點冰三周跳-後外兩周跳兩個組合. 在隨後舉行的2001年GPF自由滑項目第二輪（2nd round Super Final）中，他再次成功完成這兩種四周跳組合。2002年至2003年期间，他一共成功完成10次这样的组合跳跃。
- 叶甫根尼·普魯申科是第一位在成年組比賽中完成貝爾曼旋轉的男選手。他也是極少數能完成這一種旋轉的成年男子選手[43]。叶甫根尼·普魯申科一直到2005年4月世界花樣滑冰錦標賽之前都曾演出貝爾曼旋轉，时年22岁零5个月。
- 叶甫根尼·普魯申科是第一位在比賽中嘗試勾手四周跳的選手。他在2001年國際滑冰聯盟花式溜冰大獎賽俄羅斯站中首次嘗試這一跳躍，但是失敗摔倒。
- 截至2010年6月，叶甫根尼·普魯申科是世界上極少數成功在比賽中完成過後外點四周冰跳和後內四周跳這兩種四周跳的運動員之一。叶甫根尼·普魯申科在比賽中成功完成過大約100次後外四周跳，叶甫根尼·普魯申科曾在2004年國際滑冰聯盟花式溜冰大獎賽俄羅斯站第二階段賽（2004 Second stage of Cup of Russia）中完成後內四周跳[44]。叶甫根尼·普魯申科也是極少數在練習中完成過後外四周跳和勾手四周跳的選手。

## 赛季曲目
| 赛季    | 短节目（SP）                                                      | 长节目（FS）                                                                               | 表演滑（EX）                                                                               |
| ------- | ----------------------------------------------------------------- | ------------------------------------------------------------------------------------------ | ------------------------------------------------------------------------------------------ |
| 2013–14 | 1.《Tango de Roxanne》(红磨坊) 2.《Taka yak ty》(A Girl Like You) | ·《最好的普鲁申科》（The Best of Plushenko）                                               | ·《最好的普鲁申科》（The Best of Plushenko）                                               |
| 2012–13 | ·《Storm》                                                        | ·《圣桑组曲》                                                                              | -                                                                                          |
| 2011–12 | ·《Storm》                                                        | ·《Tango de Roxanne》(红磨坊)                                                              | ·《我病了》（Je Suis Malade）                                                              |
| 2009–10 | ·《阿兰胡埃斯协奏曲》(Concierto de Aranjuez)                      | ·《爱情探戈》（Tango Amore）                                                               | 1.《Svetcha》 2.《我病了》（Je Suis Malade）                                               |
| 2005–06 | ·《托斯卡》（Tosca）                                              | ·《教父》（The Godfather）                                                                 | 1.《Tosca》 2.《Caruso》 3.《Sex Bomb》                                                    |
| 2004–05 | ·《月光》（Moonlight Sonata）                                     | ·《教父》（The Godfather）                                                                 | ·《教父》（The Godfather）                                                                 |
| 2003–04 | ·《探戈弗拉门戈》（Tango Flamenco）                               | 1.《献给尼金斯基》（Tribute to Vaslav Nijinsky） 2.《圣彼得堡300年》（St. Petersburg 300） | 1.《Logical Song》 2.《Symphony No.5》 3.《Hafanana》 4.《Asissai》（小红裙）              |
| 2002–03 | ·《柔板》（Adagio）                                               | 1.《卡门》（Carmen Suite） 2.《圣彼得堡300年》 （St. Petersburg 300）                      | 1.《卡门》（Carmen Suite） 2.《Only You》 3.《无人存在的城市》（Town which doesn't exist） |
| 2001–02 | ·《迈克尔杰克逊组曲》                                             | 1.《卡门》（Carmen Suite） 2.《艺术家的故事》                                              | 1.《卡门》（Carmen Suite） 2.《Sex Bomb》(性感炸弹)                                        |
| 2000–01 | ·《波莱罗》（Boléro）                                             | 1.《美国往事》 2.《黑眼睛》（Dark Eyes）                                                   | 1.《Sex Bomb》(性感炸弹) 2.《Pasadena：Maywood》                                           |
| 1999–00 | ·《Sabre Dance》                                                  | ·《黑眼睛》（Dark Eyes）                                                                   | 1.《Two Step Nadya》 2.《Ciocarlia》                                                       |
| 1998–99 | ·《Hava Nagila》                                                  | ·《Chronologie 2, 3》、《Zoolookologie》                                                   | ·《Crazy bird》（疯小鸟）                                                                  |
| 1997-98 | ·《Paso Doble》、《Concierto de Aranjuez》、《El Gato Montes》    | ·《Chronologie 2, 3》、《Zoolookologie》                                                   | 1.《Enigma》 2.《Two Step Nadya》 3.《Ciocarlia》                                          |
| 1996-97 | ·《Tarantella》·《Santa Lucia》                                   | ·《William Tell Overture》、《The Barber of Seville》                                      | -                                                                                          |
| 1995-96 | -                                                                 | ·《Don Quixote》（堂吉诃德）                                                               | -                                                                                          |

## 賽事成績

### 总览
| 名次 | 名次    | 名次    | 名次    | 名次    | 名次    | 名次    | 名次    | 名次    | 名次    | 名次    | 名次    | 名次    | 名次    | 名次    | 名次    | 名次    |
| 國際 | 國際    | 國際    | 國際    | 國際    | 國際    | 國際    | 國際    | 國際    | 國際    | 國際    | 國際    | 國際    | 國際    | 國際    | 國際    | 國際    |
| 賽事 | 1995–96 | 1996–97 | 1997–98 | 1998–99 | 1999–00 | 2000–01 | 2001–02 | 2002–03 | 2003–04 | 2004–05 | 2005–06 | 2009–10 | 2010–11 | 2011–12 | 2012–13 | 2013–14 |
| --- | ------- | ------- | ------- | ------- | ------- | ------- | ------- | ------- | ------- | ------- | ------- | ------- | ------- | ------- | ------- | ------- |
| 冬奧 |         |         |         |         |         |         | 2nd     |         |         |         | 1st     | 2nd     |         |         |         | WD      |
| 世界錦標賽 |         |         | 3rd     | 2nd     | 4th     | 1st     |         | 1st     | 1st     | WD      |         |         |         |         |         |         |
| 歐錦賽 |         |         | 2nd     | 2nd     | 1st     | 1st     |         | 1st     | 2nd     | 1st     | 1st     | 1st     |         | 1st     | WD      |         |
| GP總決賽 |         |         | 5th     | 3rd     | 1st     | 1st     | 2nd     | 1st     | 2nd     | 1st     |         |         |         |         |         |         |
| GP俄國站 |         | 4th     | 2nd     | 2nd     | 1st     | 1st     | 1st     | 1st     | 1st     | 1st     | 1st     | 1st     |         |         |         | WD      |
| GP法國站 |         |         |         |         |         |         |         |         | 1st     |         |         |         |         |         |         |         |
| GP日本站 |         |         |         | 1st     | 1st     | 1st     |         |         |         |         |         |         |         |         |         |         |
| GP美國站 |         |         | 2nd     |         |         |         |         |         |         |         |         |         |         |         |         |         |
| GP加拿大站 |         |         |         | 1st     |         |         |         |         | 1st     |         |         |         |         |         |         |         |
| GP德國站 |         |         |         |         | 1st     | 1st     | 1st     | 1st     |         |         |         |         |         |         |         |         |
| 友好運動會 |         |         |         | 3rd     |         |         | 1st     |         |         |         |         |         |         |         |         |         |
| 富豪公開賽 |         |         |         |         |         |         |         |         |         |         |         |         |         |         |         | 1st     |
| 芬蘭盃 |         | 7th     | 3rd     |         |         | 1st     |         |         |         |         |         |         |         |         |         |         |
| Campbell's |         |         |         |         |         |         |         | 2nd     | 1st     |         |         |         |         |         |         |         |
| 國際（青少年） |         |         |         |         |         |         |         |         |         |         |         |         |         |         |         |         |
| 青少年世錦賽 | 6th     | 1st     |         |         |         |         |         |         |         |         |         |         |         |         |         |         |
| 藍劍盃 |         | 1st J.  |         |         |         |         |         |         |         |         |         |         |         |         |         |         |
| 歐洲青奧 |         | 1st J.  |         |         |         |         |         |         |         |         |         |         |         |         |         |         |
| 國內 |         |         |         |         |         |         |         |         |         |         |         |         |         |         |         |         |
| 俄錦賽 | 6th     | 4th     | 3rd     | 1st     | 1st     | 1st     | 1st     |         | 1st     | 1st     | 1st     | 1st     |         | 1st     | 1st     | 2nd     |
| 團體 |         |         |         |         |         |         |         |         |         |         |         |         |         |         |         |         |
| 冬奧 |         |         |         |         |         |         |         |         |         |         |         |         |         |         |         | 1st     |
| 日本公開賽 |         |         |         |         |         |         |         |         |         |         |         |         | 3T / 3P |         | 3T / 4P |         |
| GP = 大獎賽 (CS冠軍系列賽 1995–1997); J. = 青少年； WD = 退賽 T = 團體成績； P = 個人成績；獎牌依團體成績頒發。 2006–2007、2007–2008與2008–2009賽季普魯申科並未參賽。 |         |         |         |         |         |         |         |         |         |         |         |         |         |         |         |         |

### 详细数据

#### 2013-2014赛季
| 赛事           | 备注   | 短节目SP             | 短节目SP             | 自由滑FS           | 自由滑FS           | 总分   | 排名 | 赛事日期        |
| 赛事           | 备注   | 分数                 | 排位                 | 分数               | 排位               | 总分   | 排名 | 赛事日期        |
| 2014索契冬奥会 | 团体赛 | 91.39                | 2                    | 168.20             | 1                  | 19     | 1T   | 14年2月6-22日   |
| 2014索契冬奥会 | 团体赛 | 《Tango de Roxanne》 | 《Tango de Roxanne》 | 《最好的普鲁申科》 | 《最好的普鲁申科》 | 19     | 1T   | 14年2月6-22日   |
| 2014俄锦赛     | -      | 98.41                | 1                    | 162.96             | 2                  | 261.37 | 2    | 13年12月22-27日 |
| 2014俄锦赛     | -      | 《Tango de Roxanne》 | 《Tango de Roxanne》 | 《最好的普鲁申科》 | 《最好的普鲁申科》 | 261.37 | 2    | 13年12月22-27日 |
| 2013 Volvo Cup | -      | 82.34                | 1                    | 180.91             | 1                  | 263.25 | 1    | 13年11月7-10日  |
| 2013 Volvo Cup | -      | 《Tango de Roxanne》 | 《Tango de Roxanne》 | 《最好的普鲁申科》 | 《最好的普鲁申科》 | 263.25 | 1    | 13年11月7-10日  |

#### 2012-2013赛季
| 赛事       | 备注         | 短节目SP  | 短节目SP  | 自由滑FS     | 自由滑FS     | 总分   | 排名 | 赛事日期        |
| 赛事       | 备注         | 分数      | 排位      | 分数         | 排位         | 总分   | 排名 | 赛事日期        |
| 2013欧锦赛 | 退赛进行手术 | 74.82     | 6         | 退赛进行手术 | 退赛进行手术 | 退赛   | 退赛 | 13年1月23-27日  |
| 2013欧锦赛 | 退赛进行手术 | 《Storm》 |           | 退赛进行手术 | 退赛进行手术 | 退赛   | 退赛 | 13年1月23-27日  |
| 2013俄锦赛 | -            | 91.68     | 1         | 174.26       | 1            | 265.94 | 1    | 12年12月24-28日 |
| 2013俄锦赛 | -            | 《Storm》 | 《Storm》 | 《圣桑》     | 《圣桑》     | 265.94 | 1    | 12年12月24-28日 |

#### 2011-2012赛季
| 赛事       | 预赛       | 预赛       | 短节目SP  | 短节目SP  | 自由滑FS   | 自由滑FS   | 总分   | 排名 | 赛事日期        |
| 赛事       | 分数       | 排位       | 分数      | 排位      | 分数       | 排位       | 总分   | 排名 | 赛事日期        |
| 2012欧锦赛 | 157.52     | 1          | 84.71     | 2         | 176.52     | 1          | 261.23 | 1    | 12年1月23-29日  |
| 2012欧锦赛 | 《红磨坊》 | 《红磨坊》 | 《Storm》 | 《Storm》 | 《红磨坊》 | 《红磨坊》 | 261.23 | 1    | 12年1月23-29日  |
| 2012俄锦赛 | -          | -          | 88.24     | 1         | 171.43     | 1          | 259.67 | 1    | 11年12月24-28日 |
| 2012俄锦赛 | -          | -          | 《Storm》 | 《Storm》 | 《红磨坊》 | 《红磨坊》 | 259.67 | 1    | 11年12月24-28日 |

#### 2009-2010赛季
| 赛事           | 备注     | 短节目SP             | 短节目SP             | 自由滑FS     | 自由滑FS     | 总分   | 排名 | 赛事日期        |
| 赛事           | 备注     | 分数                 | 排位                 | 分数         | 排位         | 总分   | 排名 | 赛事日期        |
| 2010温哥华冬奥 | -        | 90.85                | 1                    | 165.51       | 2            | 256.36 | 2    | 10年2月14-27日  |
| 2010温哥华冬奥 | -        | 《阿兰胡埃斯协奏曲》 | 《阿兰胡埃斯协奏曲》 | 《爱情探戈》 | 《爱情探戈》 | 256.36 | 2    | 10年2月14-27日  |
| 2010欧锦赛     | SP破纪录 | 91.30                | 1                    | 164.09       | 1            | 255.39 | 1    | 10年1月18-24日  |
| 2010欧锦赛     | SP破纪录 | 《阿兰胡埃斯协奏曲》 | 《阿兰胡埃斯协奏曲》 | 《爱情探戈》 | 《爱情探戈》 | 255.39 | 1    | 10年1月18-24日  |
| 2010俄锦赛     | -        | 100.09               | 1                    | 171.50       | 1            | 271.59 | 1    | 09年12月23-27日 |
| 2010俄锦赛     | -        | 《阿兰胡埃斯协奏曲》 | 《阿兰胡埃斯协奏曲》 | 《爱情探戈》 | 《爱情探戈》 | 271.59 | 1    | 09年12月23-27日 |
| 2009GP俄国站   | -        | 82.25                | 1                    | 158.40       | 1            | 240.65 | 1    | 09年10月22-25日 |
| 2009GP俄国站   | -        | 《阿兰胡埃斯协奏曲》 | 《阿兰胡埃斯协奏曲》 | 《爱情探戈》 | 《爱情探戈》 | 240.65 | 1    | 09年10月22-25日 |

#### 2005-2006赛季
| 赛事           | 备注                   | 短节目SP  | 短节目SP  | 自由滑FS | 自由滑FS | 总分   | 排名 | 赛事日期        |
| 赛事           | 备注                   | 分数      | 排位      | 分数     | 排位     | 总分   | 排名 | 赛事日期        |
| 2006都灵冬奥会 | SP、FS、总分，均破纪录 | 90.66     | 1         | 167.67   | 1        | 258.33 | 1    | 06年2月10-26日  |
| 2006都灵冬奥会 | SP、FS、总分，均破纪录 | 《Tosca》 | 《Tosca》 | 《教父》 | 《教父》 | 258.33 | 1    | 06年2月10-26日  |
| 2006欧锦赛     | -                      | 82.80     | 1         | 162.53   | 1        | 245.33 | 1    | 06年1月17-22日  |
| 2006欧锦赛     | -                      | 《Tosca》 | 《Tosca》 | 《教父》 | 《教父》 | 245.33 | 1    | 06年1月17-22日  |
| 2006俄锦赛     | 6.0规则                | 均分5.78  | 1         | 均分5.92 | 1        | 5个6.0 | 1    | 05年12月25-29日 |
| 2006俄锦赛     | 6.0规则                | 《Tosca》 | 《Tosca》 | 《教父》 | 《教父》 | 5个6.0 | 1    | 05年12月25-29日 |
| 2005GP俄国站   | SP破纪录               | 87.20     | 1         | 154.60   | 1        | 241.80 | 1    | 05年11月24-27日 |
| 2005GP俄国站   | SP破纪录               | 《Tosca》 | 《Tosca》 | 《教父》 | 《教父》 | 241.80 | 1    | 05年11月24-27日 |

#### 2004-2005赛季
| 赛事         | 预赛/备注              | 预赛/备注              | 短节目SP | 短节目SP | 自由滑FS     | 自由滑FS     | 总分   | 排名 | 赛事日期        |
| 赛事         | 分数                   | 排位                   | 分数     | 排位     | 分数         | 排位         | 总分   | 排名 | 赛事日期        |
| 2005世锦赛   | 151.90                 | 1                      | 73.28    | 5        | 退赛进行手术 | 退赛进行手术 | 退赛   | 退赛 | 05年3月14-20日  |
| 2005世锦赛   | 《教父》               | 《教父》               | 《月光》 | 《月光》 | 退赛进行手术 | 退赛进行手术 | 退赛   | 退赛 | 05年3月14-20日  |
| 2005欧锦赛   | -                      | -                      | 75.33    | 2        | 151.81       | 1            | 227.14 | 1    | 05年1月25-30日  |
| 2005欧锦赛   | -                      | -                      | 《月光》 | 《月光》 | 《教父》     | 《教父》     | 227.14 | 1    | 05年1月25-30日  |
| 2005俄锦赛   | 6.0规则                | 6.0规则                | 均分5.84 | 1        | 均分5.90     | 1            | 4个6.0 | 1    | 05年1月5-8日    |
| 2005俄锦赛   | 6.0规则                | 6.0规则                | 《月光》 | 《月光》 | 《教父》     | 《教父》     | 4个6.0 | 1    | 05年1月5-8日    |
| 2005GP总决赛 | SP、FS、总分，均破纪录 | SP、FS、总分，均破纪录 | 84.35    | 1        | 167.40       | 1            | 251.75 | 1    | 04年12月16-19日 |
| 2005GP总决赛 | SP、FS、总分，均破纪录 | SP、FS、总分，均破纪录 | 《月光》 | 《月光》 | 《教父》     | 《教父》     | 251.75 | 1    | 04年12月16-19日 |
| 2004GP俄国站 | -                      | -                      | 74.95    | 1        | 158.50       | 1            | 233.45 | 1    | 04年11月25-28日 |
| 2004GP俄国站 | -                      | -                      | 《月光》 | 《月光》 | 《教父》     | 《教父》     | 233.45 | 1    | 04年11月25-28日 |

#### 2003-2004赛季
| 赛事         | 备注                          | 预赛                          | 预赛                          | 短节目SP         | 短节目SP         | 自由滑FS         | 自由滑FS         | 总分    | 排名 | 赛事日期           |
| 赛事         | 备注                          | 分数                          | 排位                          | 分数             | 排位             | 分数             | 排位             | 总分    | 排名 | 赛事日期           |
| 2004世锦赛   | 6.0规则                       | -                             | 1                             | 均分5.83         | 1                | 均分5.89         | 1                | 4个6.0  | 1    | 04年3月22-28日     |
| 2004世锦赛   | 6.0规则                       | -                             | -                             | 《探戈弗拉门戈》 | 《探戈弗拉门戈》 | 《献给尼金斯基》 | 《献给尼金斯基》 | 4个6.0  | 1    | 04年3月22-28日     |
| 2004欧锦赛   | 6.0规则                       | -                             | 1                             | -                | 1                | -                | 2                | 1个6.0  | 2    | 04年2月2-8日       |
| 2004欧锦赛   | 6.0规则                       | -                             | -                             | 《探戈弗拉门戈》 | 《探戈弗拉门戈》 | 《献给尼金斯基》 | 《献给尼金斯基》 | 1个6.0  | 2    | 04年2月2-8日       |
| 2004俄锦赛   | 6.0规则                       | -                             | -                             | 均分5.92         | 1                | 均分5.96         | 1                | 16个6.0 | 1    | 04年1月5-8日       |
| 2004俄锦赛   | 6.0规则                       | -                             | -                             | 《探戈弗拉门戈》 | 《探戈弗拉门戈》 | 《献给尼金斯基》 | 《献给尼金斯基》 | 16个6.0 | 1    | 04年1月5-8日       |
| 2004GP总决赛 | FS第三跳因多一个连跳被记为0分 | FS第三跳因多一个连跳被记为0分 | FS第三跳因多一个连跳被记为0分 | 78.25            | 1                | 146.94           | 2                | 225.19  | 2    | 03年12月11-14日    |
| 2004GP总决赛 | FS第三跳因多一个连跳被记为0分 | FS第三跳因多一个连跳被记为0分 | FS第三跳因多一个连跳被记为0分 | 《探戈弗拉门戈》 | 《探戈弗拉门戈》 | 《献给尼金斯基》 | 《献给尼金斯基》 | 225.19  | 2    | 03年12月11-14日    |
| 2003GP俄国站 | -                             | -                             | -                             | 80.35            | 1                | 150.90           | 1                | 231.25  | 1    | 03年11月20-23日    |
| 2003GP俄国站 | -                             | -                             | -                             | 《探戈弗拉门戈》 | 《探戈弗拉门戈》 | 《献给尼金斯基》 | 《献给尼金斯基》 | 231.25  | 1    | 03年11月20-23日    |
| 2003GP法国站 | FS、总分,均破纪录             | FS、总分,均破纪录             | FS、总分,均破纪录             | 75.35            | 1                | 158.94           | 1                | 234.29  | 1    | 03年11月13-16日    |
| 2003GP法国站 | FS、总分,均破纪录             | FS、总分,均破纪录             | FS、总分,均破纪录             | 《探戈弗拉门戈》 | 《探戈弗拉门戈》 | 《献给尼金斯基》 | 《献给尼金斯基》 | 234.29  | 1    | 03年11月13-16日    |
| 2003GP加国站 | SP、FS、总分，均破纪录        | SP、FS、总分，均破纪录        | SP、FS、总分，均破纪录        | 81.25            | 1                | 152.40           | 1                | 233.65  | 1    | 03年10月30-11月3日 |
| 2003GP加国站 | SP、FS、总分，均破纪录        | SP、FS、总分，均破纪录        | SP、FS、总分，均破纪录        | 《探戈弗拉门戈》 | 《探戈弗拉门戈》 | 《献给尼金斯基》 | 《献给尼金斯基》 | 233.65  | 1    | 03年10月30-11月3日 |

#### 2002-2003赛季
| 赛事         | 备注    | 预赛     | 预赛     | 短节目SP   | 短节目SP   | 自由滑FS          | 自由滑FS          | 总分   | 排名 | 赛事日期         |
| 赛事         | 备注    | 分数     | 排位     | 分数       | 排位       | 分数              | 排位              | 总分   | 排名 | 赛事日期         |
| 2003世锦赛   | 6.0规则 | -        | 1        | -          | 1          | -                 | 1                 | 1个6.0 | 1    | 03年3月24-30日   |
| 2003世锦赛   | 6.0规则 | 《卡门》 | 《卡门》 | 《Adagio》 | 《Adagio》 | 《圣彼得堡300年》 | 《圣彼得堡300年》 | 1个6.0 | 1    | 03年3月24-30日   |
| 2003GP总决赛 | 6.0规则 | -        | -        | -          | 1          | 均分5.86          | 1                 | 8个6.0 | 1    | 03年2月28-3月2日 |
| 2003GP总决赛 | 6.0规则 | -        | -        | -          | 1          | 《卡门》          |                   | 8个6.0 | 1    | 03年2月28-3月2日 |
| 2003GP总决赛 | 6.0规则 | -        | -        | 《Adagio》 | 《Adagio》 | 均分5.92          | 1                 | 8个6.0 | 1    | 03年2月28-3月2日 |
| 2003GP总决赛 | 6.0规则 | -        | -        | 《Adagio》 | 《Adagio》 | 《圣彼得堡300年》 |                   | 8个6.0 | 1    | 03年2月28-3月2日 |
| 2003欧锦赛   | 6.0规则 | -        | -        | -          | 1          | 均分5.88          | 1                 | 2个6.0 | 1    | 03年1月20-26日   |
| 2003欧锦赛   | 6.0规则 | -        | -        | 《Adagio》 | 《Adagio》 | 《圣彼得堡300年》 | 《圣彼得堡300年》 | 2个6.0 | 1    | 03年1月20-26日   |
| 2002GP俄国站 | 6.0规则 | -        | -        | -          | 1          | -                 | 1                 | 1个6.0 | 1    | 02年11月21-24日  |
| 2002GP俄国站 | 6.0规则 | -        | -        | 《Adagio》 | 《Adagio》 | 《圣彼得堡300年》 | 《圣彼得堡300年》 | 1个6.0 | 1    | 02年11月21-24日  |
| 2002GP德国站 | 6.0规则 | -        | -        | -          | 1          | -                 | 1                 | -      | 1    | 02年11月7-10日   |
| 2002GP德国站 | 6.0规则 | -        | -        | 《Adagio》 | 《Adagio》 | 《圣彼得堡300年》 | 《圣彼得堡300年》 | -      | 1    | 02年11月7-10日   |

#### 2001-2002赛季
| 赛事           | 备注    | 预赛 | 预赛 | 短节目SP   | 短节目SP   | 自由滑FS         | 自由滑FS         | 总分   | 排名 | 赛事日期          |
| 赛事           | 备注    | 分数 | 排位 | 分数       | 排位       | 分数             | 排位             | 总分   | 排名 | 赛事日期          |
| 2002盐湖城冬奥 | 6.0规则 | -    | -    | -          | 4          | -                | 2                | -      | 2    | 02年2月9日-21日   |
| 2002盐湖城冬奥 | 6.0规则 | -    | -    | 《MJ组曲》 | 《MJ组曲》 | 《卡门》         | 《卡门》         | -      | 2    | 02年2月9日-21日   |
| 2002俄锦赛     | 6.0规则 | -    | -    | -          | 1          | -                | 1                | 2个6.0 | 1    | 03年3月24-30日    |
| 2002俄锦赛     | 6.0规则 | -    | -    | 《MJ组曲》 | 《MJ组曲》 | 《艺术家的故事》 | 《艺术家的故事》 | 2个6.0 | 1    | 03年3月24-30日    |
| 2003GP总决赛   | 6.0规则 | -    | -    | -          | 1          | -                | 1                | -      | 2    | 01年12月14日-16日 |
| 2003GP总决赛   | 6.0规则 | -    | -    | -          | 1          | 《美国往事》     |                  | -      | 2    | 01年12月14日-16日 |
| 2003GP总决赛   | 6.0规则 | -    | -    | 《MJ组曲》 | 《MJ组曲》 | -                | 2                | -      | 2    | 01年12月14日-16日 |
| 2003GP总决赛   | 6.0规则 | -    | -    | 《MJ组曲》 | 《MJ组曲》 | 《艺术家的故事》 |                  | -      | 2    | 01年12月14日-16日 |
| 2002GP俄国站   | 6.0规则 | -    | -    | -          | 1          | -                | 1                | -      | 1    | 01年11月21日-25日 |
| 2002GP俄国站   | 6.0规则 | -    | -    | 《MJ组曲》 | 《MJ组曲》 | 《美国往事》     | 《美国往事》     | -      | 1    | 01年11月21日-25日 |
| 2002GP德国站   | 6.0规则 | -    | -    | -          | 1          | -                | 1                | -      | 1    | 01年11月8日-11日  |
| 2002GP德国站   | 6.0规则 | -    | -    | 《MJ组曲》 | 《MJ组曲》 | 《美国往事》     | 《美国往事》     | -      | 1    | 01年11月8日-11日  |
| 2001友好运动会 | 6.0规则 | -    | -    | -          | 1          | -                | 1                | -      | 1    | 01年9月4日-9日    |
| 2001友好运动会 | 6.0规则 | -    | -    | 《MJ组曲》 | 《MJ组曲》 | 《美国往事》     | 《美国往事》     | -      | 1    | 01年9月4日-9日    |

#### 2000-2001赛季
| 赛事         | 备注    | 预赛 | 预赛 | 短节目SP   | 短节目SP   | 自由滑FS     | 自由滑FS     | 总分   | 排名 | 赛事日期              |
| 赛事         | 备注    | 分数 | 排位 | 分数       | 排位       | 分数         | 排位         | 总分   | 排名 | 赛事日期              |
| 2001世锦赛   | 6.0规则 | -    | 1    | -          | 1          | 均分5.87     | 1            | -      | 1    | 01年3月17-25日        |
| 2001世锦赛   | 6.0规则 | -    | -    | 《波莱罗》 | 《波莱罗》 | 《美国往事》 | 《美国往事》 | -      | 1    | 01年3月17-25日        |
| 2001GP总决赛 | 6.0规则 | -    | -    | -          | 2          | 均分5.89     | 1            | 1个6.0 | 1    | 01年2月15-18日        |
| 2001GP总决赛 | 6.0规则 | -    | -    | -          | 2          | 《黑眼睛》   |              | 1个6.0 | 1    | 01年2月15-18日        |
| 2001GP总决赛 | 6.0规则 | -    | -    | 《波莱罗》 | 《波莱罗》 | 均分5.87     | 1            | 1个6.0 | 1    | 01年2月15-18日        |
| 2001GP总决赛 | 6.0规则 | -    | -    | 《波莱罗》 | 《波莱罗》 | 《美国往事》 |              | 1个6.0 | 1    | 01年2月15-18日        |
| 2001欧锦赛   | 6.0规则 | -    | 1    | 均分5.88   | 1          | 均分5.87     | 1            | 3个6.0 | 1    | 01年1月22-27日        |
| 2001欧锦赛   | 6.0规则 | -    | -    | 《波莱罗》 | 《波莱罗》 | 《美国往事》 | 《美国往事》 | 3个6.0 | 1    | 01年1月22-27日        |
| 2001俄锦赛   | 6.0规则 | -    | -    | 均分5.88   | 1          | -            | 1            | -      | 1    | 00年12月26-29日       |
| 2001俄锦赛   | 6.0规则 | -    | -    | 《波莱罗》 | 《波莱罗》 | 《美国往事》 | 《美国往事》 | -      | 1    | 00年12月26-29日       |
| 2000GP日本站 | 6.0规则 | -    | -    | 均分5.85   | 1          | 均分5.9      | 1            | 1个6.0 | 1    | 00年11月28日 -12月3日 |
| 2000GP日本站 | 6.0规则 | -    | -    | 《波莱罗》 | 《波莱罗》 | 《美国往事》 | 《美国往事》 | 1个6.0 | 1    | 00年11月28日 -12月3日 |
| 2002GP俄国站 | 6.0规则 | -    | -    | -          | 1          | -            | 1            | -      | 1    | 00年11月16-19日       |
| 2002GP俄国站 | 6.0规则 | -    | -    | 《波莱罗》 | 《波莱罗》 | 《美国往事》 | 《美国往事》 | -      | 1    | 00年11月16-19日       |
| 2002GP德国站 | 6.0规则 | -    | -    | 均分5.86   | 1          | 均分5.89     | 1            | 1个6.0 | 1    | 00年11月7-12日        |
| 2002GP德国站 | 6.0规则 | -    | -    | 《波莱罗》 | 《波莱罗》 | 《美国往事》 | 《美国往事》 | 1个6.0 | 1    | 00年11月7-12日        |
| 芬兰杯       | 6.0规则 | -    | -    | -          | 1          | -            | 1            | -      | 1    | 00年10月14-15日       |
| 芬兰杯       | 6.0规则 | -    | -    | -          | -          | -            | -            | -      | 1    | 00年10月14-15日       |

#### 1999-2000赛季
| 赛事         | 备注    | 预赛 | 预赛 | 短节目SP   | 短节目SP   | 自由滑FS                     | 自由滑FS   | 总分   | 排名 | 赛事日期           |
| 赛事         | 备注    | 分数 | 排位 | 分数       | 排位       | 分数                         | 排位       | 总分   | 排名 | 赛事日期           |
| 2000世锦赛   | 6.0规则 | -    | 2    | -          | 2          | -                            | 4          | -      | 4    | 00年3月26日-4月2日 |
| 2000世锦赛   | 6.0规则 | -    | -    | 《刀马舞》 | 《刀马舞》 | 《黑眼睛》                   | 《黑眼睛》 | -      | 4    | 00年3月26日-4月2日 |
| 2000欧锦赛   | 6.0规则 | -    | 1    | -          | 2          | -                            | 1          | -      | 1    | 00年2月6日-13日    |
| 2000欧锦赛   | 6.0规则 | -    | -    | 《刀马舞》 | 《刀马舞》 | 《黑眼睛》                   | 《黑眼睛》 | -      | 1    | 00年2月6日-13日    |
| 2000GP总决赛 | 6.0规则 | -    | -    | -          | 2          | -                            | 1          | 5个6.0 | 1    | 00年1月13日-16日   |
| 2000GP总决赛 | 6.0规则 | -    | -    | -          | 2          | 《Jean Michel Jarre Medley》 |            | 5个6.0 | 1    | 00年1月13日-16日   |
| 2000GP总决赛 | 6.0规则 | -    | -    | 《刀马舞》 | 《刀马舞》 | -                            | 1          | 5个6.0 | 1    | 00年1月13日-16日   |
| 2000GP总决赛 | 6.0规则 | -    | -    | 《刀马舞》 | 《刀马舞》 | 《黑眼睛》                   |            | 5个6.0 | 1    | 00年1月13日-16日   |
| 2001俄锦赛   | 6.0规则 | -    | -    | -          | 1          | -                            | 1          | 3个6.0 | 1    | 99年12月23日-25日  |
| 2001俄锦赛   | 6.0规则 | -    | -    | 《刀马舞》 | 《刀马舞》 | 《黑眼睛》                   | 《黑眼睛》 | 3个6.0 | 1    | 99年12月23日-25日  |
| 1999GP日本站 | 6.0规则 | -    | -    | -          | 1          | -                            | 1          | 2个6.0 | 1    | 99年12月2日-5日    |
| 1999GP日本站 | 6.0规则 | -    | -    | 《刀马舞》 | 《刀马舞》 | 《黑眼睛》                   | 《黑眼睛》 | 2个6.0 | 1    | 99年12月2日-5日    |
| 1999GP俄国站 | 6.0规则 | -    | -    | -          | 1          | -                            | 1          | 1个6.0 | 1    | 99年11月25日-28日  |
| 1999GP俄国站 | 6.0规则 | -    | -    | 《刀马舞》 | 《刀马舞》 | 《黑眼睛》                   | 《黑眼睛》 | 1个6.0 | 1    | 99年11月25日-28日  |
| 1999GP德国站 | 6.0规则 | -    | -    | -          | 1          | -                            | 1          | -      | 1    | 99年11月11日-14日  |
| 1999GP德国站 | 6.0规则 | -    | -    | 《刀马舞》 | 《刀马舞》 | 《黑眼睛》                   | 《黑眼睛》 | -      | 1    | 99年11月11日-14日  |

#### 1998-1999赛季
| 赛事           | 备注    | 预赛 | 预赛 | 短节目SP        | 短节目SP        | 自由滑FS                     | 自由滑FS                     | 总分   | 排名 | 赛事日期        |
| 赛事           | 备注    | 分数 | 排位 | 分数            | 排位            | 分数                         | 排位                         | 总分   | 排名 | 赛事日期        |
| 1999世锦赛     | 6.0规则 | -    | 1    | -               | 1               | -                            | 2                            | -      | 2    | 99年3月20-28日  |
| 1999世锦赛     | 6.0规则 | -    | -    | 《Hava Nagila》 | 《Hava Nagila》 | 《Jean Michel Jarre Medley》 | 《Jean Michel Jarre Medley》 | -      | 2    | 99年3月20-28日  |
| 1999GP总决赛   | 6.0规则 | -    | -    | -               | 2               | -                            | 3                            | -      | 3    | 99年3月5-7日    |
| 1999GP总决赛   | 6.0规则 | -    | -    | 《Hava Nagila》 | 《Hava Nagila》 | 《Jean Michel Jarre Medley》 | 《Jean Michel Jarre Medley》 | -      | 3    | 99年3月5-7日    |
| 1999欧锦赛     | 6.0规则 | -    | 1    | -               | 3               | -                            | 2                            | -      | 2    | 99年1月24-31日  |
| 1999欧锦赛     | 6.0规则 | -    | -    | 《Hava Nagila》 | 《Hava Nagila》 | 《Jean Michel Jarre Medley》 | 《Jean Michel Jarre Medley》 | -      | 2    | 99年1月24-31日  |
| 1999俄锦赛     | 6.0规则 | -    | -    | -               | 3               | -                            | 1                            | -      | 1    | 99年1月4-7日    |
| 1999俄锦赛     | 6.0规则 | -    | -    | 《Hava Nagila》 | 《Hava Nagila》 | 《Jean Michel Jarre Medley》 | 《Jean Michel Jarre Medley》 | -      | 1    | 99年1月4-7日    |
| 1998GP日本站   | 6.0规则 | -    | -    | -               | 1               | -                            | 1                            | 1个6.0 | 1    | 98年12月2-6日   |
| 1998GP日本站   | 6.0规则 | -    | -    | 《Hava Nagila》 | 《Hava Nagila》 | 《Jean Michel Jarre Medley》 | 《Jean Michel Jarre Medley》 | 1个6.0 | 1    | 98年12月2-6日   |
| 1998GP俄国站   | 6.0规则 | -    | -    | -               | 2               | -                            | 2                            | -      | 2    | 98年11月26-29日 |
| 1998GP俄国站   | 6.0规则 | -    | -    | 《Hava Nagila》 | 《Hava Nagila》 | 《Jean Michel Jarre Medley》 | 《Jean Michel Jarre Medley》 | -      | 2    | 98年11月26-29日 |
| 1998GP加国站   | 6.0规则 | -    | -    | -               | 2               | -                            | 1                            | -      | 1    | 98年10月22-26日 |
| 1998GP加国站   | 6.0规则 | -    | -    | 《Hava Nagila》 | 《Hava Nagila》 | 《Jean Michel Jarre Medley》 | 《Jean Michel Jarre Medley》 | -      | 1    | 98年10月22-26日 |
| 1998友好运动会 | 6.0规则 | -    | -    | -               | 3               | -                            | 3                            | -      | 3    | 98年9月25-26日  |
| 1998友好运动会 | 6.0规则 | -    | -    | 《Paso Doble》  | 《Paso Doble》  | 《Jean Michel Jarre Medley》 | 《Jean Michel Jarre Medley》 | -      | 3    | 98年9月25-26日  |

#### 1997-1998赛季
| 赛事         | 备注    | 预赛 | 预赛 | 短节目SP       | 短节目SP       | 自由滑FS                     | 自由滑FS                     | 总分 | 排名 | 赛事日期         |
| 赛事         | 备注    | 分数 | 排位 | 分数           | 排位           | 分数                         | 排位                         | 总分 | 排名 | 赛事日期         |
| 1998世锦赛   | 6.0规则 | -    | 1    | -              | 2              | -                            | 4                            | -    | 3    | 98年3月29-4月5日 |
| 1998世锦赛   | 6.0规则 | -    | -    | 《Paso Doble》 | 《Paso Doble》 | 《Jean Michel Jarre Medley》 | 《Jean Michel Jarre Medley》 | -    | 3    | 98年3月29-4月5日 |
| 1998欧锦赛   | 6.0规则 | -    | -    | -              | 3              | -                            | 2                            | -    | 2    | 98年1月11-18日   |
| 1998欧锦赛   | 6.0规则 | -    | -    | 《Paso Doble》 | 《Paso Doble》 | 《Jean Michel Jarre Medley》 | 《Jean Michel Jarre Medley》 | -    | 2    | 98年1月11-18日   |
| 1998GP总决赛 | 6.0规则 | -    | -    | -              | 4              | -                            | 5                            | -    | 5    | 97年12月18-20日  |
| 1998GP总决赛 | 6.0规则 | -    | -    | 《Paso Doble》 | 《Paso Doble》 | 《Jean Michel Jarre Medley》 | 《Jean Michel Jarre Medley》 | -    | 5    | 97年12月18-20日  |
| 1997俄锦赛   | 6.0规则 | -    | -    | -              | 4              | -                            | 2                            | -    | 3    | 97年12月11-14日  |
| 1997俄锦赛   | 6.0规则 | -    | -    | 《Paso Doble》 | 《Paso Doble》 | 《Jean Michel Jarre Medley》 | 《Jean Michel Jarre Medley》 | -    | 3    | 97年12月11-14日  |
| 1997GP俄国站 | 6.0规则 | -    | -    | -              | 2              | -                            | 2                            | -    | 2    | 97年11月19-22日  |
| 1997GP俄国站 | 6.0规则 | -    | -    | 《Paso Doble》 | 《Paso Doble》 | 《Jean Michel Jarre Medley》 | 《Jean Michel Jarre Medley》 | -    | 2    | 97年11月19-22日  |
| 1997GP美国站 | 6.0规则 | -    | -    | -              | 2              | -                            | 2                            | -    | 2    | 97年10月22-26日  |
| 1997GP美国站 | 6.0规则 | -    | -    | 《Paso Doble》 | 《Paso Doble》 | 《Jean Michel Jarre Medley》 | 《Jean Michel Jarre Medley》 | -    | 2    | 97年10月22-26日  |
| 1997芬兰杯   | 6.0规则 | -    | -    | -              | 2              | -                            | 3                            | -    | 3    | 97年9月3-5日     |
| 1997芬兰杯   | 6.0规则 | -    | -    | 《Paso Doble》 | 《Paso Doble》 | 《Jean Michel Jarre Medley》 | 《Jean Michel Jarre Medley》 | -    | 3    | 97年9月3-5日     |

#### 1996-1997赛季
| 赛事         | 备注           | 短节目SP       | 短节目SP       | 自由滑FS         | 自由滑FS         | 总分 | 排名 | 赛事日期           |
| 赛事         | 备注           | 分数           | 排位           | 分数             | 排位             | 总分 | 排名 | 赛事日期           |
| 1997欧洲青奥 | 6.0规则 青年赛 | -              | 1              | -                | 1                | -    | 1    | 97年2月7-12日      |
| 1997欧洲青奥 | 6.0规则 青年赛 | 《Tarantella》 | 《Tarantella》 | 《Wilhelm Tell》 | 《Wilhelm Tell》 | -    | 1    | 97年2月7-12日      |
| 1997俄锦赛   | 6.0规则        | -              | 4              | -                | 4                | -    | 4    | 96年12月26-29日    |
| 1997俄锦赛   | 6.0规则        | 《Tarantella》 | 《Tarantella》 | 《Wilhelm Tell》 | 《Wilhelm Tell》 | -    | 4    | 96年12月26-29日    |
| 1996GP俄国站 | 6.0规则        | -              | 7              | -                | 4                | -    | 4    | 96年12月12-15日    |
| 1996GP俄国站 | 6.0规则        | 《Tarantella》 | 《Tarantella》 | 《Wilhelm Tell》 | 《Wilhelm Tell》 | -    | 4    | 96年12月12-15日    |
| 1997世青赛   | 6.0规则 青年赛 | -              | 1              | -                | 1                | -    | 1    | 96年11月24-12月1日 |
| 1997世青赛   | 6.0规则 青年赛 | 《Tarantella》 | 《Tarantella》 | 《Wilhelm Tell》 | 《Wilhelm Tell》 | -    | 1    | 96年11月24-12月1日 |
| 1996蓝剑杯   | 6.0规则 青年赛 | -              | -              | -                | -                | -    | 1    | 96年10月24-26日    |
| 1996蓝剑杯   | 6.0规则 青年赛 | 《Tarantella》 | 《Tarantella》 | 《Wilhelm Tell》 | 《Wilhelm Tell》 | -    | 1    | 96年10月24-26日    |
| 1996芬兰杯   | 6.0规则        | -              | -              | -                | -                | -    | 7    | 96年10月3-6日      |
| 1996芬兰杯   | 6.0规则        | 《Tarantella》 | 《Tarantella》 | 《Wilhelm Tell》 | 《Wilhelm Tell》 | -    | 7    | 96年10月3-6日      |

#### 1995-1996赛季
| 赛事       | 备注           | 预赛 | 预赛 | 短节目SP       | 短节目SP       | 自由滑FS     | 自由滑FS     | 总分 | 排名 | 赛事日期           |
| 赛事       | 备注           | 分数 | 排位 | 分数           | 排位           | 分数         | 排位         | 总分 | 排名 | 赛事日期           |
| 1996俄锦赛 | 6.0规则        | -    | -    | -              | 7              | -            | 6            | -    | 6    | 95年12月26-30日    |
| 1996俄锦赛 | 6.0规则        | -    | -    | 《O Sole Mio》 | 《O Sole Mio》 | 《堂吉诃德》 | 《堂吉诃德》 | -    | 6    | 95年12月26-30日    |
| 1996世青赛 | 6.0规则 青年赛 | -    | 3    | -              | 7              | -            | 7            | -    | 6    | 95年11月26-12月2日 |
| 1996世青赛 | 6.0规则 青年赛 | -    | -    | 《O Sole Mio》 | 《O Sole Mio》 | 《堂吉诃德》 | 《堂吉诃德》 | -    | 6    | 95年11月26-12月2日 |

## 備注
1. ↑  名字又譯葉甫根尼